# Rolf Butenschön
Rolf Butenschön (* 11. Januar 1933; † 10. November 2005 in Hamburg) war ein deutscher Unternehmer und Erfinder.

## Leben
Rolf Butenschön betrieb zunächst ein Unternehmen für Großküchen. Dies hatte er 1981 verkauft und wollte sich eigentlich zur Ruhe setzen. Aus einer französischen Urlaubslaune heraus, entwickelte der Hamburger Kaufmann Rolf Butenschön 1982 den berühmten „Chambrair-Weinklimaschrank“, der am 11. Januar 1983 der Öffentlichkeit präsentiert wurde. Mit seiner Firma „Chambrair“ produzierte und vertrieb er den unter Weinkennern, Top-Gastronomen und privaten Haushalten, wie bei Robert De Niro und Michael Schumacher, beliebten Klimaschrank weltweit. Seine Weinschränke stehen im Bundeskanzleramt, dem Schloss Bellevue, in den Top-Hotels wie Adlon, Atlantic und Burj Al Arab.
Nach seiner Geschäftsdevise „Nicht an den Weinen erkennt man den Kenner, sondern daran, wie er sie pflegt.“ lassen sich auch Königshäuser wie z. B. das britische Königshaus oder der japanische Kaiser ihre Weine durch Chambrair klimatisieren.
Rolf Butenschön erfand auch den „Fromagair Käseklimaschrank“ und der „Conditionair Zigarrenklimaschrank“ zur optimalen Behandlung von Käse und Zigarren. 1991 entwickelte er eine Serie feiner karibischer Zigarren mit Namen „Cigare de Chambrair Privée“, handgefertigt in der Dominikanischen Republik. Die Bezeichnungen der edlen Zigarren sind:
- Finesse – die kleine Panetela
- Plaisir – die lange Panetela
- Faible – das Corona-Format
- Elégance – das Lonsdale-Format
- Private Reserve Torpedo
- Die Hardy Rodenstock-Zigarre